# Katonai-ipari komplexum
A katonai-ipari komplexum (KIK) kifejezés egy ország hadserege és az azt ellátó védelmi ipar közötti kapcsolatot írja le, amelyet együttesen a közpolitikát befolyásoló érdekeltségnek tekintenek. A hadsereg és a védelmi célú vállalatok közötti kapcsolat egyik mozgatórugója, hogy mindkét fél hasznot húz - az egyik fél a fegyverek beszerzéséből, a másik pedig abból, hogy fizetnek a fegyverek szállításáért. A kifejezést leggyakrabban az Egyesült Államok fegyveres erői mögötti rendszerre utalva használják, ahol a kapcsolat a védelmi vállalkozók, a Pentagon és a politikusok közötti szoros kapcsolatok miatt a legelterjedtebb. A kifejezés azután vált népszerűvé, miután Dwight D. Eisenhower amerikai elnök 1961. január 17-én tartott búcsúbeszédében figyelmeztetett a kapcsolat káros hatásaira.
Fogalmilag szorosan kapcsolódik az Egyesült Államokban a vasháromszög (a Kongresszus, a végrehajtó hatalmi bürokrácia és az érdekcsoportok közötti háromoldalú kapcsolat) és a védelmi ipari bázis (a szervezetek, létesítmények és erőforrások hálózata, amely a kormányokat védelmi vonatkozású árukkal és szolgáltatásokkal látja el) elképzeléseihez.

## Etimológia

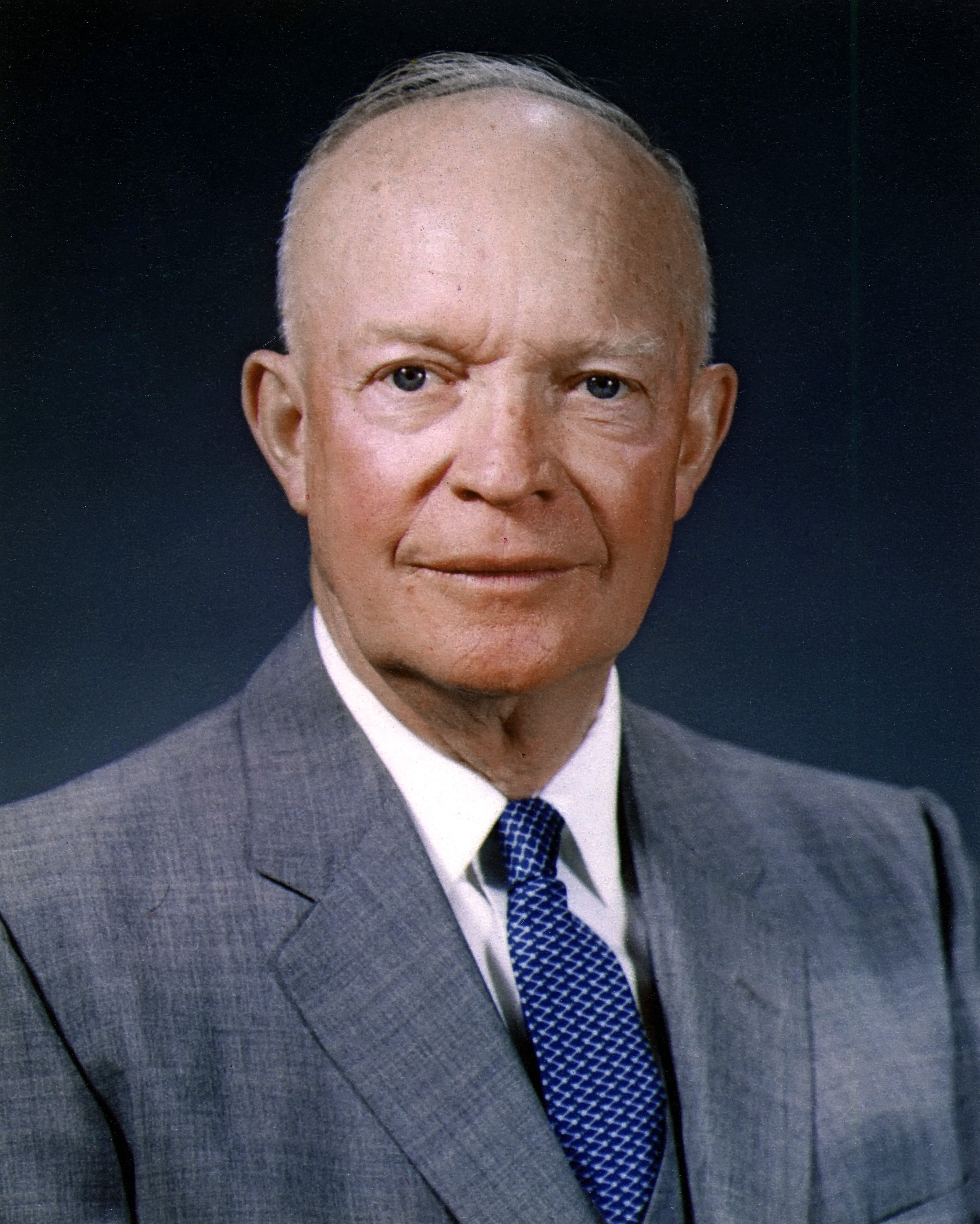
Dwight D. Eisenhower amerikai elnök híres búcsúbeszédében figyelmeztette az amerikai polgárokat a "katonai-ipari komplexumra".

A kifejezésről úgy gondolták, hogy "háborús-ipari komplexum" volt, mielőtt Eisenhower beszédének későbbi tervezeteiben "katonai" lett volna, ez az állítás csak szájhagyomány útján terjedt el. Geoffrey Perret Eisenhower-életrajzában azt állítja, hogy a beszéd egyik tervezetében a kifejezés "katonai-ipari-kongresszusi komplexum" volt, jelezve az Egyesült Államok Kongresszusának a hadiipar elterjesztésében játszott alapvető szerepét, de a "kongresszusi" szót a választott tisztségviselők megnyugtatása érdekében a végleges változatból kihagyták. James Ledbetter ezt "makacs tévhitnek" nevezi, amelyet semmilyen bizonyíték nem támaszt alá; hasonlóképpen Douglas Brinkley állítása, miszerint eredetileg "katonai-ipari-tudományos komplexum" volt. Henry Giroux azt állítja, hogy eredetileg "katonai-ipari-tudományos komplexum" volt. A beszéd tényleges szerzői Eisenhower beszédírói, Ralph E. Williams és Malcolm Moos voltak.

## A KIK és a hidegháború
A modern "katonai-ipari komplexumhoz" hasonló fogalmak már 1961 előtt is léteztek, mivel a kifejezéssel leírt alapvető jelenségről általánosan elfogadott, hogy a második világháború alatt vagy nem sokkal azt követően alakult ki. Például egy 1947-es Foreign Affairs cikkben hasonló kifejezést használtak egy olyan értelemben, amely közel áll ahhoz, amit később kapott, és a szociológus C. Wright Mills 1956-ban megjelent The Power Elite című könyvében azt állította, hogy a korabeli Nyugaton a hatalom túlsúlyát a katonai, üzleti és politikai vezetők egy demokratikusan nem elszámoltatható osztálya gyakorolja, akiknek érdekei egybeesnek.
Eisenhower beszédében való megjelenését követően a KIK az amerikai politikai és szociológiai diskurzus egyik alapelemévé vált. A vietnami háború idején számos aktivista és polemikus, például Seymour Melman és Noam Chomsky használta a fogalmat az amerikai külpolitika kritikájában, míg más tudósok és politikai döntéshozók hasznos elemzési keretnek találták. Bár a KIK eredetét tekintve a hidegháború bipoláris nemzetközi környezetéhez kötődött, egyesek azt állították, hogy a KIK más geopolitikai körülmények között is fennmaradhat (George F. Kennan például 1987-ben azt írta, hogy "ha a Szovjetunió holnap elsüllyedne az óceán vizében, az amerikai hadiipari komplexumnak lényegében változatlanul fenn kell maradnia, amíg nem találnak ki valami más ellenfelet"). A Szovjetunió összeomlása és a globális katonai kiadások ebből következő csökkenése (az úgynevezett "békeosztalék") valóban a védelmi ipari termelés csökkenéséhez és a nagy fegyvergyártók közötti konszolidációhoz vezetett, bár a szeptember 11-i támadások és az azt követő "terrorizmus elleni háború", valamint az Egyesült Államok, Oroszország és Kína közötti stratégiai versengéshez kapcsolódó geopolitikai feszültségek újabb növekedése után a globális kiadások ismét emelkedtek.

## Fordítás
- Ez a szócikk részben vagy egészben  a   Military–industrial complex című angol Wikipédia-szócikk ezen változatának fordításán alapul.  Az eredeti cikk szerkesztőit annak laptörténete sorolja fel. Ez a jelzés csupán a megfogalmazás eredetét és a szerzői jogokat jelzi, nem szolgál a cikkben szereplő információk forrásmegjelöléseként.